# Little River Canyon National Preserve
La Little River Canyon National Preserve est une aire protégée américaine dans les comtés de Cherokee et DeKalb, en Alabama. Cette réserve nationale créée le 21 octobre 1992 protège 61,9 km2 de ce que l’on dit parfois être la plus longue rivière au sommet d’une montagne du pays, la Little River, dans la Lookout Mountain. Elle est gérée par le National Park Service.

## Description
La Little River coule sur presque toute sa longueur le long de Lookout Mountain dans le nord-est de l’Alabama. Au cours des temps géologiques, la Little River a creusé l’un des canyons les plus profonds du sud-est des Etats-Unis. Les falaises de grès s’élèvent jusqu’à 180 m au-dessus du fond étroit du canyon, souvent visibles depuis la route panoramique de 37 km connue sous le nom de Little River Canyon Rim Parkway.
La rivière possède trois chutes d’eau principales: DeSoto Falls, Little River Falls (au début du canyon) et la saisonnière Grace’s High Falls, qui tombe dans le canyon latéral créé par Bear Creek et est la plus haute cascade de l’Alabama avec ses 41 mètres.